# 马特奥·克里莫维奇
马特奥·克里莫维奇（西班牙語：Mateo Klimowicz；2000年7月6日—），是一名出生在阿根廷的德国足球运动员，场上司职前腰，現効力墨西哥足球超級聯賽球隊聖路易斯競技。他亦是德国U-21国青队队员之一。

## 俱乐部生涯

### 早期生涯及科尔多瓦学院
在克里莫维奇的父亲效力于德国的多特蒙德时，他曾与“大黄蜂”的青训球员们训练过一段时间。后来，他加盟了阿根廷球队科尔多瓦学院的青训梯队。在2016–17赛季阿乙联赛的末尾阶段中，16岁的克里莫维奇为一线队参加了与瓜莱瓜伊楚及新芝加哥的两场比赛，帮助球队锁定联赛第六名。2017年10月14日，在科尔多瓦学院主场1-1战平阿尔多希维的比赛中，克里莫维奇打进了职业生涯首球。

### 斯图加特
2019年5月10日，在2019–20赛季开始前，德乙球队斯图加特官方宣布，球队签下了克里莫维奇，这名前腰将与他的新东家签约五年。8月4日，在斯图加特与海登海姆的德乙比赛中，克里莫维奇于第90分钟时替补登场，完成了新东家首秀。在他效力球队的第一个赛季中，斯图加特成功完成了升级任务；2020年9月19日，在斯图加特与弗莱堡的比赛中，克里莫维奇完成了个人德甲首秀。9月26日，在斯图加特于欧宝竞技场4-1大胜美因茨的比赛中，克里莫维奇打入了个人在德国足坛的首粒进球。

## 国家队生涯
克里莫维奇拥有着为阿根廷、德国、以及波兰（他拥有波兰国籍）这三国的国家队参加国际比赛的资格。他曾被阿根廷U-15、U-17、及U-20国家队征召集训。
由于他的父亲曾在德国踢球，因此克里莫维奇也拥有德国护照。2021年3月15日，克里莫维奇被德国队征召参加2021年欧青赛的小组赛阶段比赛。2021年3月25日，在德国U-21国家队3-0完胜匈牙利的比赛中，克里莫维奇完成了国青队首秀。

## 个人生活
马特奥·克里莫维奇是前足球运动员迭戈·克利莫维奇的儿子，后者曾效力过沃尔夫斯堡与多特蒙德。他的两位叔叔哈维尔与尼古拉斯也曾是职业球员；克里莫维奇的曾祖父也拥有波兰血统。

## 生涯数据
最後更新：2021年3月15日
| 俱乐部       | 赛季     | 联赛     | 联赛 | 联赛 | 杯赛 | 杯赛 | 联赛杯 | 联赛杯 | 洲际 | 洲际 | 其他 | 其他 | 合计 | 合计 |
| 俱乐部       | 赛季     | 联赛级别 | 出场 | 进球 | 出场 | 进球 | 出场   | 进球   | 出场 | 进球 | 出场 | 进球 | 出场 | 进球 |
| ------------ | -------- | -------- | ---- | ---- | ---- | ---- | ------ | ------ | ---- | ---- | ---- | ---- | ---- | ---- |
| 科尔多瓦学院 | 2016–17  | 阿乙     | 2    | 0    | 0    | 0    | —      | —      | —    | —    | 0    | 0    | 2    | 0    |
| 科尔多瓦学院 | 2017–18  | 阿乙     | 19   | 1    | 0    | 0    | —      | —      | —    | —    | 1    | 0    | 20   | 1    |
| 科尔多瓦学院 | 2018–19  | 阿乙     | 16   | 5    | 0    | 0    | —      | —      | —    | —    | 0    | 0    | 16   | 5    |
| 科尔多瓦学院 | 合计     | 合计     | 37   | 6    | 0    | 0    | —      | —      | —    | —    | 1    | 0    | 38   | 6    |
| 斯图加特     | 2019–20  | 德乙     | 7    | 0    | 1    | 0    | —      | —      | —    | —    | 0    | 0    | 8    | 0    |
| 斯图加特     | 2020–21  | 德甲     | 20   | 1    | 2    | 0    | —      | —      | —    | —    | 0    | 0    | 22   | 1    |
| 斯图加特     | 合计     | 合计     | 27   | 1    | 3    | 0    | —      | —      | —    | —    | 0    | 0    | 30   | 1    |
| 生涯合计     | 生涯合计 | 生涯合计 | 64   | 7    | 3    | 0    | —      | —      | —    | —    | 1    | 0    | 68   | 7    |

1. ↑  在阿乙附加赛中的出场

## 荣誉

### 个人
- 德甲月度最佳新秀：2020年10月[16]